# Красноногие манакины
Красноногие манакины (лат. Chiroxiphia) — род воробьиных птиц из семейства Манакиновые.

## Описание
Чёрные птицы с голубой спиной и красной или золотисто-жёлтой шапочкой на голове. Хвост с двумя узкими и длинными перьями. Ноги красные. Самцы токуют группами по 2-3 особи на ветвях деревьев.

## Виды
В состав рода включают 7 видов:
- Chiroxiphia bokermanni (Coelho & Silva, W, 1998)
- Chiroxiphia boliviana Allen, 1889
- Chiroxiphia caudata (Shaw, 1793) — Ласточкохвостый красноногий манакин
- Chiroxiphia galeata (Lichtenstein, MHC, 1823)
- Chiroxiphia lanceolata (Wagler, 1830) — Острохвостый красноногий манакин
- Chiroxiphia linearis (Bonaparte, 1838) — Длиннохвостый красноногий манакин
- Chiroxiphia pareola (Linnaeus, 1766) — Синеспинный красноногий манакин

## Распространение
Представители рода встречаются на юге Мексики, в Центральной и Южной Америке. 